# Ермолович, Дмитрий Иванович
Дми́трий Ива́нович Ермоло́вич (род. 19 октября 1952, Москва, СССР) — советский и российский лингвист, лексикограф, синхронный и литературный переводчик с английского и французского языков. Доктор филологических наук (2005), профессор. Выступает также как художник-иллюстратор.
Профессор Московского государственного лингвистического университета (МГЛУ) (1999–2015).

## Биография
В 1969 году поступил и в 1974 году окончил с отличием переводческий факультет Московского педагогического института иностранных языков имени Мориса Тореза, где затем учился в заочной аспирантуре. Ученик лингвистов и переводчиков Я. И. Рецкера, В. Н. Комиссарова, А. Д. Швейцера, С. А. Бурляй.
Работал переводчиком, в том числе синхронистом, в системе Совета Министров СССР, в информационном агентстве ТАСС. В 1977—1980 годы являлся заместителем директора Курсов ООН для специалистов по демографии из развивающихся стран при МГУ.
В 1981 году МГПИИЯ имени Мориса Тореза под научным руководством В. Н. Комиссарова защитил диссертацию на соискание учёной степени кандидата филологических наук по теме «Функционально-семантическая структура индивидуализирующих знаков английского языка» (специальность 10.02.04 — германские языки).
В 2005 году защитил диссертацию на соискание учёной степени доктора филологических наук по теме «Основания переводоведческой ономастики» (специальность 10.02.20 — сравнительно-историческое, типологическое и сопоставительное языкознание); официальные оппоненты — доктор филологических наук, профессор Е. С. Кубрякова, доктор филологических наук, профессор Н. К. Гарбовский и доктор филологических наук, профессор Е. Г. Пыриков; ведущая организация — Российский университет дружбы народов.
С 1980 по 2015 годы преподавал практику и теорию перевода в Московском государственном лингвистическом университете (МГЛУ), где с 1999 года занимал должность профессора.
С 2014 года является (на общественных началах) главным редактором издательства «Аудитория», выпускающего учебную и переводную литературу. С 2017 года возглавляет жюри Международного профессионального переводческого конкурса «Косинус Пи», проводимого на базе МГУ.
Автор большого числа публикаций в области лингвистики, двуязычной лексикографии и перевода, учебных пособий. Переводчик художественных произведений с английского и французского языков.
Являлся одним из основателей (февраль 2004 года), членом редколлегии и активным автором переводческого журнала «Мосты». В январе 2018 года покинул редколлегию вместе с двумя другими её членами из-за несогласия с политикой издателя и главного редактора журнала.

## Научная деятельность
В трудах по ономастике Ермолович разработал функционально-семантическую концепцию, согласно которой имена собственные наделены значением (сигнификатом), состоящим из ряда семантических компонентов. Описал лингвистические антиномии, присущие межъязыковой передаче имён собственных, и разработал типологию и методику формирования ономастических соответствий в переводе и двуязычной лексикографии. Им составлены правила практической транскрипции имён с европейских и ряда восточных языков на русский язык. Отмечая недостатки в сложившейся практике передачи российских имён собственных на другие языки, Ермолович предложил систему кириллическо-латинской транслитерации, основанную на принципах взаимной однозначности, регулярности и универсальности соответствий.
В переводоведении занимался проблемами ситуативного перевода, ложных друзей переводчика, а также лакунологии в направлении разработки понятий случайной лакуны и лексико-семантической сетки текста. Им опубликованы также работы по методике обучения переводу, проблемам устного и литературного перевода, критические и научно-популярные статьи.
Разработал ряд учебных программ по переводу для вузов и на их основе вузовский учебник «Русско-английский перевод» (в комплекте с методическими указаниями и ключами) — наиболее полный учебный комплекс по этой дисциплине, который широко используется лингвистическими вузами и факультетами страны.
Ермолович — теоретик и практик лексикографии, автор значительного числа словарей, среди которых самый объёмный — «Новый большой русско-английский словарь», отразивший массовые изменения в русской лексике конца ХХ — начала XXI вв. Составленный им «Practical Russian Dictionary» был издан в США.
Под редакцией Ермоловича выходили последние издания важнейших монографий В. Н. Комиссарова и Я. И. Рецкера (последняя также с дополнениями Ермоловича).

## Литературоведение и художественный перевод
На основе архивных исследований Ермолович составил наиболее подробную биографию лексикографа и писателя В. К. Мюллера, сведения о котором в общедоступных источниках ранее отсутствовали. Он также обнаружил и опубликовал под своей редакцией неизвестную ранее рукопись В. К. Мюллера «Пушкин и Шекспир».
Осуществил новый перевод всех основных произведений Льюиса Кэрролла, опубликовав их вместе с комментариями, разъясняющими смысловые подтексты и литературные приёмы автора и анализирующими проблемы их перевода. Опубликовал ряд статей на эти темы, в том числе в специализированных зарубежных журналах.
Ермолович стал первым переводчиком на русский язык двух книг английского писателя Уильяма Гилберта (одной из них — в соавторстве), а также серии детских книг французского писателя Шарля Робера-Дюма.

## Деятельность иллюстратора
Благодаря специальному образованию, полученному в школах искусств, в том числе в Московской средней художественной школе (ныне Московский академический художественный лицей), Ермолович выступает как художник-иллюстратор. В частности, им была выполнена серия полностраничных цветных иллюстраций к произведениям Льюиса Кэрролла, изданным в его переводах.
О принципах своей работы как иллюстратора Ермолович рассказал в статье «Как я рисовал Зазеркалье».

## Труды

### Основные научные труды
- Англо-русский словарь персоналий Архивная копия от 17 мая 2010 на Wayback Machine. — Москва : Русский язык, 1993. (Переиздания 1998 и 2000, последнее со значительными дополнениями)
- Основы профессионального перевода: Учебное пособие. — Москва : Издательство Российской академии образования, 1996. (Переиздание 2000)
- Имена собственные на стыке языков и культур. — Москва: Р.Валент, 2002 (С приложением правил практической транскрипции имён с 23 иностранных языков).
- Русско-английский словарь для гидов-переводчиков и экскурсоводов Архивная копия от 17 мая 2010 на Wayback Machine. — Москва : АСТ, 2003.
- Новый большой русско-английский словарь Архивная копия от 17 мая 2010 на Wayback Machine. — Москва : Русский язык-Медиа, 2004. (2-е издание, с исправлениями, 2006; 3-е издание, стереотипное, 2008). — 1098 с. — Свыше 110 тысяч слов и выражений.
- Англо-русский и русско-английский словарь религиозной и возвышенной лексики Архивная копия от 17 мая 2010 на Wayback Machine. — Москва : Р.Валент, 2004. Около 5000 слов, словосочетаний и цитат.
- Имена собственные: теория и практика межъязыковой передачи. — Москва: Р.Валент, 2005 (С приложением правил практической передачи имен и названий с 26 европейских и восточных языков).
- Russian Practical Dictionary (Russian-English / English-Russian) Архивная копия от 17 мая 2010 на Wayback Machine. — New York : Hippocrene, 2011. — 736 pp.
- Англо-русский и русско-английский словарь Архивная копия от 17 мая 2010 на Wayback Machine. — Москва : АСТ, Астрель, Харвест, 2011. — 1135 с.
- Открывая Мюллера Архивная копия от 15 декабря 2012 на Wayback Machine: очерк. — Москва : Р.Валент, 2011. — 71 с.
- Иллюстрированный англо-русский словарь персоналий Архивная копия от 17 мая 2010 на Wayback Machine. — Москва : Р.Валент, 2012. — 356 с.
- Словесная механика Архивная копия от 17 мая 2010 на Wayback Machine. Избранное о языке, переводе и культуре речи. / Вступ. статья Архивная копия от 15 декабря 2012 на Wayback Machine П. Р. Палажченко. — Москва : Р.Валент, 2013. — 400 с.
- Русско-английский перевод Архивная копия от 17 мая 2010 на Wayback Machine = Russian-English translation : учебник для студентов вузов, обучающихся по образовательной программе «Перевод и переводоведение» направлений «Лингвистика», «Лингвистика и межкультурная коммуникация» / рекомендован Учебно-методическим объединением по образованию в области лингвистики Министерства образования и науки РФ. — Москва : Аудитория, 2014. — 592 с. — ISBN 978-5-9905339-1-2.
  - 2-е изд., испр. и доп. — Москва : Аудитория, 2015. — 592 с. — ISBN 978-5-9905339-5-0.
  - 3-е изд., испр. и доп. — Москва : Аудитория, 2016. — 592 с. — ISBN 978-5-9905339-9-8.
  - 4-е изд., перераб. и доп. — Москва : Аудитория, 2022. — 640 с. — ISBN 978-5-6045916-4-2.
- Методические и указания и ключи к учебнику «Русско-английский перевод» : учебно-методическое пособие для преподавателей и студентов вузов (образовательная программа «Перевод и переводоведение» направлений «Лингвистика», «Лингвистика и межкультурная коммуникация»). — Москва : Аудитория, 2014. — 176 с. — ISBN 978-5-9905339-2-9.
  - 2-е изд., с испр. — Москва : Аудитория, 2015. — 176 с. — ISBN 978-5-9905339-7-4
  - 3-е изд., с испр. — Москва : Аудитория, 2016. — 176 с. — ISBN 978-5-9905339-7-4.
  - 4-е изд., перераб. и доп. — Москва : Аудитория, 2022. — 192 с. — ISBN 978-5-6045916-6-6.
- Правила практической транскрипции имён и названий с 29 западных и восточных языков на русский и с русского языка на английский Архивная копия от 17 мая 2010 на Wayback Machine. — Москва : Аудитория, 2016. — 125 с. — ISBN 978‐5‐9907943‐1‐3.
- Марки автомобилей: говорим и пишем правильно Архивная копия от 17 мая 2010 на Wayback Machine (соавтор — Буцкий Ю. И.) — Москва : Аудитория, 2018. — 31 с. (Научно-популярное издание)
- О том, чего нет и что не так в словарях и грамматиках Архивная копия от 2 июля 2025 на Wayback Machine / Д. И. Ермолович, П. Р. Палажченко. — Москва : Аудитория, 2025. — 912 с. — ISBN 978-5-6045916-7-3.

### Литературные переводы и комментированные издания
- Кэрролл, Льюис. Охота на Угада и прочие странные истории / Перевод, предисловие и комментарии Д. И. Ермоловича. — М.: Аудитория, 2015. — 240 с.
- Кэрролл, Льюис. Приключения Алисы в Стране Чудес / Перевод, предисловие и комментарии Д. И. Ермоловича. — М.: Аудитория, 2016. — 280 с.
- Кэрролл, Льюис. Путешествие в Зазеркалье и что там обнаружила Алиса. — М.: Аудитория, 2017. — 330 с.
- Кэрролл, Льюис. Все шедевры: Приключения Алисы в Стране Чудес; Путешествие в Зазеркалье; Фантасмагория; Охота на Угада; Три голоса; Фотосъёмка Гайаваты и др. / Перевод с английского, предисловие, комментарии и иллюстрации Д. И. Ермоловича. — М.: Аудитория, 2018. — 298 с.
- Гилберт, Уильям. Волшебное зеркало / Перевод с английского Т. Рыбиной и Д. Ермоловича. — М.: Аудитория, 2017. — 176 с.
- Гилберт, Уильям. Чародей из горного замка / Перевод с английского и предисловие Д. Ермоловича. — М.: Аудитория, 2018. — 300 с.
- Робер-Дюма, Шарль. Сказки моей бабушки: Розовая книга / Перевод с французского и предисловие Д. И. Ермоловича. — М.: Аудитория, 2018. — 136 с.
- Робер-Дюма, Шарль. Сказки моей бабушки: Сиреневая книга / Перевод с французского и предисловие Д. И. Ермоловича. — М.: Аудитория, 2018. — 136 с.
- Робер-Дюма, Шарль. Сказки моей бабушки: Нефритовая книга / Перевод с французского и предисловие Д. И. Ермоловича. — М.: Аудитория, 2019. — 144 с.
- Робер-Дюма, Шарль. Сказки моей бабушки: Перламутровая книга / Перевод с французского и предисловие Д. И. Ермоловича. — М.: Аудитория, 2019. — 144 с.